# RTB House
RTB House – polskie przedsiębiorstwo technologii reklamowej, które rozwija platformę popytową (demand-side platform, DSP) opartą na autorskich algorytmach uczenia głębokiego (deep learning). Firma oferuje spersonalizowanye rozwiązania marketingowe dla marek, wspierające optymalizację konwersji, pozyskiwanie nowych klientów oraz zaangażowanie użytkowników na wszystkich etapach ścieżki zakupowej.
RTB House zostało założone w 2012 roku i ma siedzibę główną w Warszawie. Działa na ponad 90 rynkach, zatrudnia ponad 1500 pracowników i posiada ponad 30 biur na całym świecie. Firma działa w modelu „private-by-design” i koncentruje się na rozwiązaniach reklamowych opartych na danych pierwszej strony (first-party data).
Począwszy od 2018 roku spółka znalazła się w siedmiu kolejnych edycjach listy FT1000, tworzonej przez „Financial Times” i Statista, zestawiającej najszybciej rozwijające się firmy w Europie.

## Historia

### Początki
W 2012 roku do agencji marketingu online AdPilot założonej przez Pawła Chodaczka dołączyli informatyk związany z branżą finansową Robert Dyczkowski, informatyk zaangażowany w rozwiązania reklamowe Bartłomiej Romański oraz przedsiębiorca tworzący serwisy społecznościowe Daniel Surmacz.
Dyczkowski i Romański stworzyli oprogramowanie do sprzedaży reklam w modelu RTB, w którym każda odsłona jest licytowana, a reklama zwycięzcy jest natychmiast wyświetlana na stronie wydawcy, na udostępnianej powierzchni reklamowej. W skład autorskiego rozwiązania wchodziła platforma DSP (reprezentująca popytową stronę kampanii reklamowych) oraz algorytmy umożliwiające udział w aukcjach powierzchni reklamowej w czasie rzeczywistym oraz narzędzia do optymalizacji, rekomendacji i dynamicznego tworzenia kreacji reklamowych.
W maju 2013 roku Chodaczek (główny inwestor), wraz z Dyczkowskim (prezesem), Romańskim (dyrektorem ds. technologii) i Surmaczem (dyrektorem operacyjnym) założyli agencję technologiczną nazwaną RTB House. Na kapitał założycielski założyciele wyłożyli własne środki w kwocie 1,5 miliona złotych.

### Postawienie na real-time bidding
Gdy model RTB stał się przełomową alternatywą dla nieskutecznych reklam display, z kupowanymi wyświetlaniami hurtowo, narzędzia rozwijane przez RTB House dawały reklamodawcom i wydawcom łatwo policzalne korzyści.
Zbudowana przez Romańskiego platforma DSP, służąca do zakupu i optymalizacji reklamy internetowej w modelu real-time bidding była jednym z pierwszych na świecie narzędzi do obsługi aukcyjnego systemu wykupywania wyświetleń banerów reklamowych na stronach portali internetowych, gdzie transakcje na giełdzie reklam odbywają się w milisekundach. Kreacje emitowane w ramach retargetingu personalizowanego są wyświetlane w lokalnych i globalnych sieciach reklamy online, takich jak Google Display Network.
Umiejętne wyświetlanie powierzchni reklamowych firma opiera na modelu retargetowania (w procesie reklamy programmatic) – dobieraniu reklam według wzorców zachowań użytkowników: brak decyzji o zakupie na stronie sklepu jest wykorzystywana w kolejnych odwiedzanych serwisach, w celu ściągnięcia użytkownika z powrotem do sklepu. Mechanizmem steruje rozwijająca się i ucząca technologia, oparta na mechanizmie sztucznej inteligencji.
W 2013 roku, RTB House rozszerzyła działalność na rynki międzynarodowe. W ciągu pierwszego roku firma uruchomiła sprzedaż na 33 rynkach europejskich, w tym Wielkiej Brytanii i Irlandii. W 2014 roku osiągnęła obroty w wysokości 5 milionów euro. Osiągnęła 23 mln zł przychodów i ponad 1 mln zł zysku. Uruchomiła oddziały w Azji, Afryce oraz Ameryce Łacińskiej. Pod koniec 2016 roku zatrudniała 160 osób.

### Oparcie na deep learning
W 2017 roku rozwiązanie retargetingowe RTB House w pełni oparto na algorytmach głębokiego uczenia we wszystkich swoich produktach. Do silnika rekomendacji produktów zaimplementowano komponenty głębokiego uczenia, z różnymi scenariuszami realizacji strategii biznesowych: zwiększania sprzedaży, zwiększania ruchu w aplikacjach e-sklepu oraz wspierania cross-sellingu.
W tym czasie firma opublikowała pracę opisującą, jak sieć neuronowa pamięci LSTM (long short-term memory) może być wykorzystana do opisania użytkownika odwiedzającego określoną stronę internetową bez interwencji człowieka, budując zrozumienie profilu użytkownika bez doprowadzenia do kliknięcia w reklamę.
Do końca 2018 roku firma otworzyła kolejne biura w Europie, Australii, Azji oraz Stanach Zjednoczonych. Firma odnotowała wówczas 98,89 mln euro zysku. Zespół tworzyło ponad 300 osób.
W 2019 roku firma zmieniła swój model biznesowy, zwiększając swoją rolę jako dostawca technologii dla spółek zależnych. W styczniu 2019 roku pakiet akcji RTB House kupił od założycieli fundusz private equity Cinven – w celu dalszego umiędzynarodowienia działalności w oparciu o obecność funduszu Cinven w USA; dalsze inwestycje w nowoczesne technologie. Liczba pracowników wzrosła do 575.

### Reklama bez plików cookie
W 2020 roku 90 procent przychodów RTB House pochodziło spoza Polski, firma prowadziła 2 tysiące kampanii na ponad 70 rynkach. Była wówczas 10. największym polskim prywatnym inwestorem za granicą według „Forbesa”.
W 2021 roku, RTB House wydało rozwiązanie Context AI służące do targetowania kontekstowego bez plików cookie. Rozwiązanie skanuje 1,5 miliona artykułów na godzinę, co pozwala na tworzenie kontekstowych odbiorców użytkowników zainteresowanych danym tematem.
W 2022 roku RTB House tworzyło ponad tysiąc specjalistów w przeszło 30 lokalizacjach na całym świecie. Firma obsługuje ponad 3 tysiące kampanii dla klientów z regionów EMEA, APEC i obu Ameryk. W marcu 2022 RTB House zawiesiło wszystkie operacje w Rosji. W 2022 roku wartość aktywów spółki ulokowanych poza Polską wynosiła 2021 mln zł.
W 2023 roku firma wprowadziła na rynek generatywne narzędzie oparte na algorytmach modelu generative pre-trained transformer (GPT). W tym samym miesiącu uruchomiono agencję marketingu w wyszukiwarkach SEM House.

## Fuzje i przejęcia
W 2021 roku RTB House przejęło polską firmę WhitePress, tworzącą platformę content-marketingową, od jej założycieli, funduszu inwestycyjnego Dirlango ukierunkowanego na technologię oraz funduszu private equity Innova Capital. Po przejęciu przychody WhitePress wzrosły o 68 procent, do 48,71 mln zł. RTB House przejęła także spółkę NapoleonCat oferującą w modelu SaaS narzędzia do automatyzacji komunikacji w mediach społecznościowych.
W 2022 roku WhitePress została połączona ze startupem tworzącym platformę SEO i analityczną Senuto, w który fundusze venture zainwestowały ponad 8 mln zł, i połączyła go z zakupionym wcześniej WhitePress. Senuto udostępnił swoją platformę na pięciu rynkach europejskich.
Również w 2022 roku RTB House założyła startup Adlook skupiający się na reklamie marek CPG.

## Technologia
Zaplecze technologiczne RTB House wraz z działem R&D znajduje się w Polsce. Stworzone narzędzie retargetingowe w nowym modelu analitycznym firma oparła o autorskie algorytmy deep learning, które przewidują zachowania i zainteresowania użytkowników, dzięki czemu są w stanie precyzyjnie segmentować profile klientów.
Technologia bazuje na strukturach matematycznych inspirowanych biologiczną aktywnością neuronów w ludzkim mózgu. Algorytmy badające współczynnik konwersji zbierają i interpretują nie tylko dane dotyczące klikalności poszczególnych reklam, ale uwzględniają również informacje na temat sposobu przeglądania ofert, wyświetlanych kategorii, metody finalizacji transakcji, a także preferowanych taktyk wyszukiwania produktów. Wszystkie zmienne analizowane są automatycznie, bez ingerencji ze strony człowieka.
W 2017 roku firma do wszystkich swoich mechanizmów zaimplementowała algorytmy deep learning, dzięki czemu skuteczność kampanii reklamowych wzrosła o 41–50 procent od tradycyjnych metodologii uczenia maszynowego. Mechanizm retargetingu personalizowanego łączy samouczące się algorytmy oparte na sztucznej inteligencji z funkcją rozpoznawania obrazu. Pozwalają na bardzo dokładne oszacowanie wskaźnika CTR. Przekłada się to na możliwość bardziej precyzyjnego przewidywania, czy użytkownik kliknie w reklamę, co skutkuje wyższym zwrotem z inwestycji dla klientów (ROI).
Platforma reklamowa RTB House pozwala dokładnie określić pozycję każdego użytkownika w lejku sprzedażowym – zdecydować, czy jest on na etapie świadomości produktu, rozważania zakupu czy konwersji – po czym polecić konkretne i spersonalizowane podejście do każdego typu użytkownika.

## Badania i rozwój
W maju 2018 roku RTB House otworzyło komórkę badawczą AI Marketing Lab, z rocznym budżetem 5 milionów dolarów, zajmującą się opracowywaniem rozwiązań łączących branżę technologiczną i marketingową, których odbiorcami będą wydawcy i reklamodawcy. Jednostka oddzielona od głównego działu R&D skoncentrowała się na tworzeniu środowiska do rozwijania nowych rozwiązań martech.
W grudniu 2018 laboratorium wprowadziło Social Banners (mechanizmy rekomendacji w spersonalizowanych ofertach wzbogacone o elementy grywalizacji), Snippet Ads, z wyższymi współczynnikami klikalności CTR od statycznych banerów, a także nowe rekomendacje produktów dla poszczególnych kupujących na podstawie ich zachowań i preferencji.
W lutym 2019 RTB House uruchomiło Creatives Lab, zespół skupiony na poprawie efektywności kreacji graficznych, który do procesu generowania wizualizacji kampanii dodaje wkład ludzki.
Od czerwca 2021 RTB House współpracuje z producentem oprogramowania mierzącego skuteczność reklamy i prowadzącego analizy marketingowe Oracle Moat Measurement, aby zapewnić ciągłość przejrzystości i wgląd w skuteczność prowadzonych kampanii. Narzędzia do analizy reklam Oracle Moat zostały zintegrowane z platformą reklamową RTB House opartą na głębokim uczeniu się i umożliwiły uzyskanie dokładniejszych wskaźników w kampaniach bez udziału plików cookie.

### Udział w inicjatywie Privacy Sandbox
Od stycznia 2020 roku RTB House pracowała nad dostosowaniem swojej platformy DSP do założeń inicjatywy Privacy Sandbox, kierowanej przez Google, poświęconej ustaleniu warunków rynku reklamy online bez udziału plików cookie. W 2021 roku, jako pierwszy dostawca DSP, RTB House pomyślnie przetestował i wykorzystał symulację propozycji FLEDGE (First Locally-Executed Decision over Groups Experiment), wdrażanej w miejsce stosowanych plików cookie firm trzecich. Została ona przeprowadzona poprzez aukcje reklam odbywające się w narzędziu wyświetlającym reklamy remarketingowe określonym odbiorcom bez potrzeby krzyżowego śledzenia użytkowników.
Od końca 2022 roku RTB House prowadzi eksperymenty z zastosowaniem anonimowego targetowania za pośrednictwem interfejsu FLEDGE API. Umożliwia on przeprowadzanie aukcji w przeglądarce, w celu wybrania odpowiednich reklam na podstawie stron internetowych, które użytkownik uprzednio odwiedził.
We wrześniu 2022 roku firma opublikowała szczegółowe wyniki wczesnych eksperymentów z propozycją FLEDGE. W publikacji podkreślono, że utrzymujący się niski udział branży reklamowej w inicjatywie Privacy Sandbox nadal stanowi przeszkodę dla jej wdrożenia, oraz że wymagane są pewne zmiany techniczne, zanim będzie mogła ona zostać przyjęta jako obowiązujący standard. W kwietniu 2023 roku Google zmienił nazwę FLEDGE na Protected Audience API. W czerwcu 2023 RTB House uruchomiła pierwszą sieć reklamową, która wykorzystuje Protected Audience API.

## Nagrody i wyróżnienia
W latach 2018–2024, RTB House znalazła się siedem razy z rzędu na liście “FT1000”, tworzonej przez Financial Times i firmę analityczną Statista, zestawiającą najszybciej rozwijające się firmy w Europie. Wśród “najszybciej rozwijających się spółek technologicznych w Europie,” w 2018 roku firma zajęła 8. pozycję.
W 2018 roku, w rankingu Deloitte Technology Fast 50, RTB House zajęła 32. miejsce na liście najszybciej rozwijających się firm technologicznych w głównej kategorii „The Fast 50”. W 2019 RTB House znalazła się w rankingu Technology Fast 50 Central Europe firmy Deloitte, osiągając wzrost przychodów w latach 2015-2018 na poziomie 523 procent.
W konkursie International Business Awards, RTB House zostało laureatem kilku Stevie Award. W tym złotej w kategorii "Innovation of the Year – Business Products Industries" (2019), oraz złotej w kategorii "Marketing/Public Relations Solution" (2020).
W 2018 roku firmie RTB House przyznano nagrodę Big Innovation Award, za wdrożenie deep learningu poprawiającego efektywność kampanii reklamowych – przez międzynarodowe grono ekspertów Business Intelligence Group. RTB House zdobyła nagrodę AIconics Award od międzynarodowej społeczności AI za rok 2018, w kategorii Najlepsze zastosowanie sztucznej inteligencji w sprzedaży i marketingu.
W 2020 roku instytucja badania rynku MarTech Breakthrough wyróżniła RTB House nagrodą AdTech Innovation Award. Firma została wyróżniona na liście Best Places to Work and Best Paying Companies in 2020 by Built In NYC. W 2021 roku Business Intelligence Group ogłosiła RTB House zwycięzcą nagrody Artificial Intelligence Excellence Awards 2021 za rozwiązanie Full Funnel Marketing.